# ペーター・ユプケ
ペーター・ユプケ（Peter Jupke 1957年6月3日 - ）は、旧西ドイツの柔道選手。インゴルシュタット出身。階級は60kg級。身長164cm。

## 人物
1980年から2年連続でドイツ国際の60kg級で優勝を果たした。1981年の世界選手権では5位だった。1983年のヨーロッパ選手権では3位になった。1984年のロサンゼルスオリンピックでは初戦で敗れた。1985年の世界選手権では決勝まで進むも、オリンピックチャンピオンの細川伸二に巴投で敗れたものの銀メダルを獲得した。1986年のヨーロッパ選手権では2位になった。

## 主な戦績
- 1980年 - ドイツ国際　優勝
- 1981年 - ドイツ国際　優勝
- 1981年 - 世界選手権　5位
- 1983年 - ヨーロッパ選手権　3位
- 1985年 - ドイツ国際　3位
- 1985年 - 世界選手権　2位
- 1986年 - ヨーロッパ選手権　2位
- 1988年 - ドイツ国際　2位